# مواد شیمیایی خاص

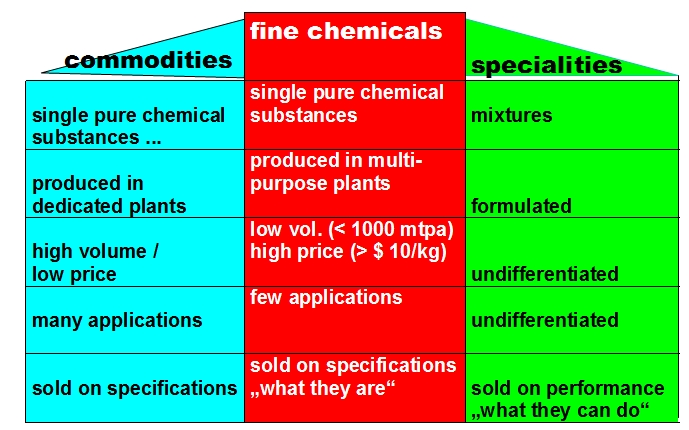
تعریف مواد شیمیایی مرغوب (در مقابل کالاهای اساسی و محصولات ویژه)

مواد شیمیایی خاص (به انگلیسی: Speciality chemicals) (همچنین مواد شیمیایی ویژه یا مواد شیمیایی اثرگذار نامیده می‌شود) محصولات شیمیایی خاصی هستند که طیف گسترده‌ای از اثرات را ارائه می‌دهند که بسیاری از بخش‌های صنعت دیگر بر آن تکیه دارند. برخی از دسته‌های مواد شیمیایی تخصصی عبارتند از: چسب‌ها، مواد شیمیایی کشاورزی، مواد پاک‌کننده، رنگ‌ها، افزودنی‌های آرایشی و بهداشتی، مواد شیمیایی ساختمانی، الاستومرها، طعم‌دهنده‌ها، افزودنی‌های غذایی، عطرها، گازهای صنعتی، روان‌سازها، رنگ‌ها، پلیمرها، سورفکتانت‌ها و منسوجات کمکی. دیگر بخش‌های صنعتی مانند خودروسازی، هوافضا، مواد غذایی، آرایشی و بهداشتی، کشاورزی، تولید و نساجی به شدت به چنین محصولاتی وابسته هستند.